# Freie Evangelische Schule Dresden
Die Freie Evangelische Schule Dresden (kurz FES) ist eine 1993 erbaute, staatlich anerkannte Grund- und Oberschule sowie ein Gymnasium in freier Trägerschaft mit Sitz im Stadtteil Tolkewitz/Seidnitz-Nord.

## Schulkonzept
Die Schule legt besonderen Wert auf die Vermittlung christlicher Grundwerte, Bildung und soziale Kompetenz. Es gibt täglich eine Andacht.
Sie gliedert sich in Kindertagesstätte, Schulhort, Grundschule, Oberschule sowie Gymnasium.

## Geschichte
Die Grundschule der FES wurde 1993 gegründet und in Laubegast die erste Klasse aufgenommen. Am 16. und 17. August 2002 wurde die Schule vom Hochwasser in Dresden schwer getroffen. Aufgrund mangelnder Kapazitäten für die wachsende Schule bezog sie 2003 ein anderes Gebäude an der Hausdorfer Straße 4 im Stadtteil Tolkewitz/Seidnitz-Nord. Im Jahr 2006 erfolgte dort eine deutliche Erweiterung der Einrichtung durch den Schulhort und die Oberschule. Seit dem Jahr 2014 findet der Unterricht im Schulneubau am gleichen Standort statt.
Seit 2017 war eine Erweiterung des Schulgeländes zur Einrichtung eines gymnasialen Zweigs auf dem benachbarten Grundstück Altenberger Straße 83 geplant. Diese verzögerte sich zunächst durch Nutzungsfragen seitens der Stadtverwaltung. Im Jahr 2023 erfolgte schließlich der Baubeginn. Zu Beginn des Schuljahres 2023/24 wurden 75 neue Plätze für das Gymnasium angeboten. Die neuen Schülerinnen und Schüler werden zunächst für zwei Jahre in einem Interimsbau auf dem Schulgelände untergebracht. Zu Beginn des Schuljahres 2025/26 soll der Schulneubau fertiggestellt sein. Dieser kann insgesamt 600 Schülerinnen und Schüler aufnehmen.

## Ausstattung
Die Schule verfügt über eine halbseitig teilbare Sporthalle, eine Rennbahn, einen großen Mehrzweckraum und einen Musikraum. Außerdem gibt es einen Fußballkäfig, der für den Sportunterricht benutzt wird und auch in den Pausen seitens der Oberschüler und Grundschüler genutzt werden kann.